# Chicago Freestyle
Chicago Freestyle è un singolo del rapper americano-canadese Drake, pubblicato l'8 maggio 2020 come secondo estratto dal settimo mixtape Dark Lane Demo Tapes.

## Descrizione
Il brano, che vede la partecipazione del cantante statunitense Giveon, è stato scritto dai due interpreti insieme a Rupert Thomas, Jr., Noel Cadastre, Jeff Bass e Steve King, e contiene nel pre-ritornello un'interpolazione di Superman del 2002 di Eminem, il quale è stato accreditato come autore e compositore.

## Accoglienza
Scrivendo per il NME, Luke Morgan Britton ha trovato la canzone «scadente».

## Video musicale
Il 1º marzo 2020 è stato reso disponibile un video musicale, diretto da Theo Skudr, realizzato sia per Chicago Freestyle che per When to Say When.

## Formazione
Musicisti
- Drake – voce
- Giveon – voce aggiuntiva
- Sevn Thomas – pianoforte

Produzione
- Noel Cadastre – produzione, registrazione
- Chris Athens – mastering
- Noah Shebib – missaggio

## Successo commerciale
Chicago Freestyle è diventata la 222º entrata del rapper nella Billboard Hot 100, esordendo alla 14ª posizione. Nel Regno Unito, invece, ha debuttato con 25 164 unità di vendita al 10º posto della Official Singles Chart.

## Classifiche

### Classifiche settimanali
| Classifica (2020) | Posizione massima |
| ----------------- | ----------------- |
| Austria           | 60                |
| Canada            | 13                |
| Francia           | 62                |
| Grecia            | 43                |
| Irlanda           | 9                 |
| Italia            | 75                |
| Lituania          | 54                |
| Nuova Zelanda     | 31                |
| Paesi Bassi       | 75                |
| Portogallo        | 38                |
| Regno Unito       | 10                |
| Stati Uniti       | 14                |
| Svizzera          | 34                |

### Classifiche di fine anno
| Classifica (2020) | Posizione |
| ----------------- | --------- |
| Portogallo        | 155       |